# Diakritično znamenje
Ločeválno ali diakrítično známenje (diakrítični znák) je znamenje, zapisano nad, pod črko ali prek nje z namenom označitve njene spremenjene glasovne vrednosti, naglasa ali tona. Na primer nemški ä, ö, ü, š in č pri latinizaciji ruščine, a ali â pri latinizaciji arabščine, poljski ł, albanski ç.
Slovenska abeceda ima šest črk, ki potrebujejo diakritična znamenja (č, š, ž – verzalke in minuskule) in nobenega digrafa (v hrvaščini so trije: dž, lj in nj).